# Горлищева, Лидия Владимировна
Трофимова Лидия Владимировна (девичья фамилия Горлищева) — спортсмен, Мастер спорта России, Мастер спорта России международного класса, Заслуженный мастер спорта России по тхэквондо МФТ, судья международной категории. Обладательница черного пояса, 4-й дана. Трёхкратная чемпионка мира, вице-чемпион Европы, серебряный призёр Кубка мира, двукратная чемпионка международных соревнований 2023 года.

## Биография
Лидия Владимировна Горлищева родилась 25 июня 1997 года в городе Воронеж. В 2019 году окончила Воронежский Государственный Университет, по направлению «математическое обеспечение и администрирование информационных систем» с красным дипломом. В 2021 году окончила магистратуру Воронежского государственного педагогического университета по специальности «Образование в области физической культуры и спорта» — также с красным дипломом. В 2023 — АНО ВО «МИСАО».

## Спортивная карьера

### Начало
Тхэквондо начала заниматься в 2015 году, тренер — Микаелян Петрос Константинович

### Профессиональный спорт
В октябре 2016 года Горлищева приняла участие в соревнованиях по тхэквондо на Кубке мира, проходившем в Будапеште (Венгрия), где в спарринге завоевала серебро.
В 2017 году стала победителем Кубка России, заняв первые места в дисциплинах «Специальная техника» и «Сила удара». Завоевала серебряную медаль, проходившем 20-23 апреля 2017 года чемпионате Европы (София, Болгария).
В октябре 2017 года Лидия Горлищева заняла призовые места на чемпионате и первенстве мира, проходившем в городе Дублине (Ирландия). Она одержала победу в личном зачёте в дисциплине «Специальная техника» и завоевала бронзовую награду в составе команды. Приказом Министерства спорта Российской Федерации от 28 декабря 2017 года № 170 нг Лидии Горлищевой присвоено спортивное звание «Мастер спорта России»
. На чемпионате Европы 2018 года (Марибор, Словения) завоевала серебряную медаль.
Приказом Министерства спорта Российской Федерации от 22 февраля 2019 года Лидии Горлищевой присвоено спортивное звание «Мастер спорта России международного класса». В июне 2019 года на кубке Европы (Сочи, Россия) завоевала одну золотую и две серебряные медали.
В апреле 2019 года Горлищева принимала участие в чемпионате мира, проходившем в городе Инцель (Германия). В рамках соревнований, она завоевала две золотые медали в дисциплине «Специальная техника» в личных выступлениях и в составе команды.
В октябре 2019 года Лидия Горлищева в составе сборной России приняла участие в чемпионате Европы по тхэквондо ITF, состоявшемся в городе Сараево (Босния и Герцеговина). Она завоевала золотую медаль в командной дисциплине «Специальная техника» и серебряную медаль в личном выступлении «Индивидуальная специальная техника».
Приказом Министерства спорта Российской Федерации от 21 июня 2021 года № 67 нг Лидии Горлищевой присвоено почётное спортивное звание «Заслуженный мастер спорта России». Лидия стала третьим спортсменом в России, кто был удостоен это спортивного звания по тхэквондо. В ноябре 2021 года, на чемпионат Европы (Ла Нуча, Испания), завоевала одну серебряную и две бронзовые медали.
В 2023 году Лидия приняла участие в международных соревнованиях по тхэквондо МФТ, проходивших в городе Ташкенте (Узбекистан). В личном первенстве завоевала две золотые медали в дисциплинах «спарринг» и «туль». Входила в состав сборной России, ставшей второй в общекомандном зачёте.
В ноябре 2023 Лидия Горлищева признана лучшей спортсменкой Воронежской в рамках проекта «Народный чемпион» от TV Губерния.

## Тренерская и судейская карьера
С 2018 года входит в состав аккредитованных судей Всероссийской Федерации тхэквондо, является судьёй международной категории В.
С 2019 года — лицензированный инструктор и тренер по тхэквондо МФТ.
2020—2023 г.г. — занимала должность главного судьи Воронежской области по тхэквондо МФТ.
С 2023 года — тренер сборной команды Воронежской области по тхэквондо МФТ.

## Награды и звания
- Мастер спорта России (2017)
- Мастер спорта России международного класса (2019)
- Заслуженный мастер спорта России (2021)